# Gabrielle Union

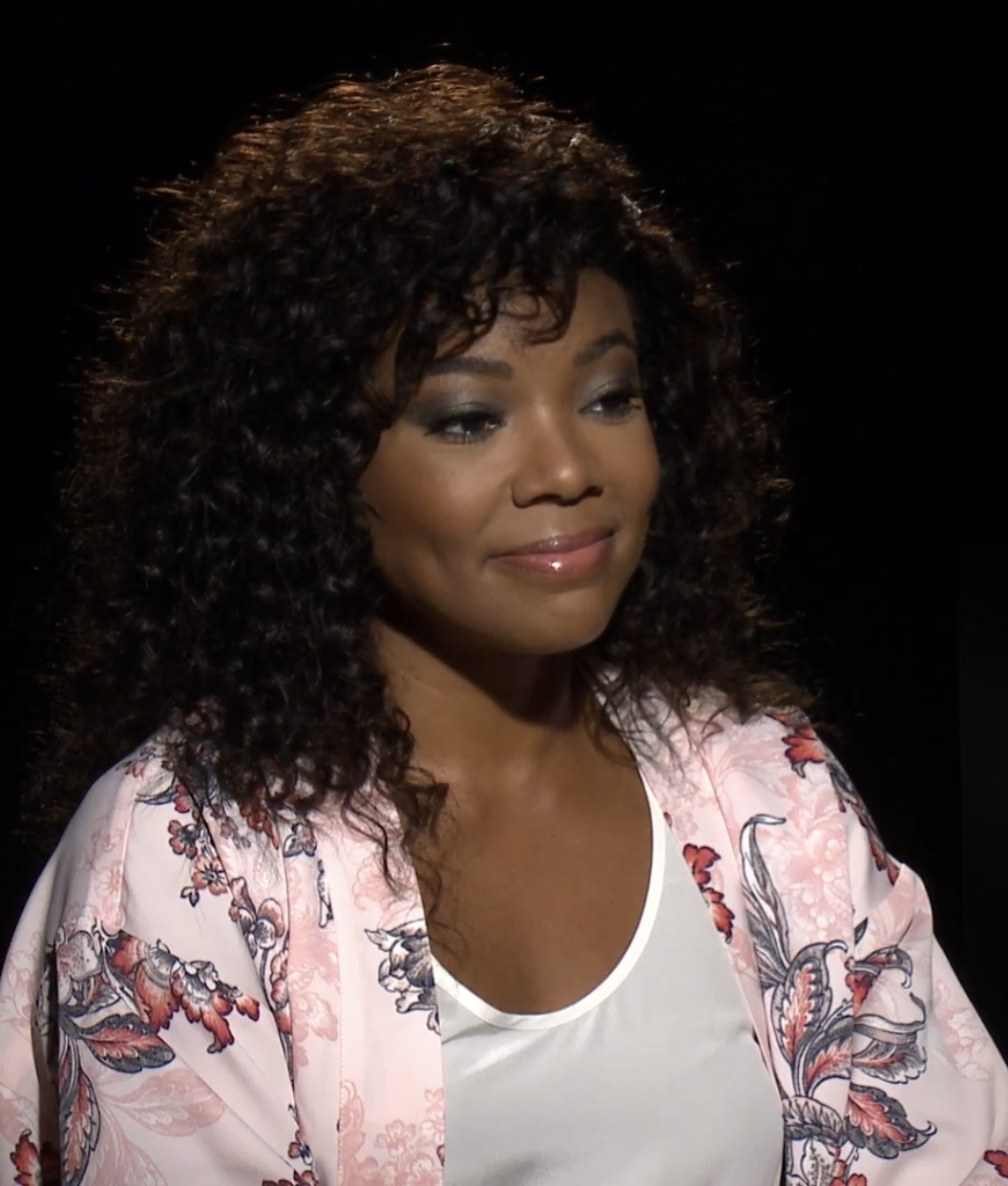
Gabrielle Union, 2018

Gabrielle Monique Union (* 29. Oktober 1972 in Omaha, Nebraska) ist eine US-amerikanische Schauspielerin.

## Leben und Karriere
Nach Abschluss der Highschool studierte Gabrielle Union zunächst an der University of Nebraska Rechtswissenschaften. Jedoch wechselte sie aus sportlichen Gründen, sie ist eine leidenschaftliche Fußballspielerin, die Universität. So kam Union über das Cuesta College an die University of California, wo sie ihren Abschluss in Soziologie machte.
Während dieser Zeit begann Gabrielle Union mit dem Modeln, darüber hinaus schaffte sie den Sprung in die Fernsehwelt. Ihr Schauspieldebüt gab Union in einer Folge der ersten Staffel von Eine himmlische Familie. Seither war sie in verschiedenen Serien und Filmen zu sehen. Zudem hat sie eine kleine Rolle im Busta Rhymes Videoclip I Love My Chick, der eine Anlehnung an den Spielfilm Mr. & Mrs. Smith ist.
2003 erhielt sie einen „Rising Star Award“ als beste Nachwuchsschauspielerin beim American Black Film Festival.
Seit 2013 war Union in der BET-Serie Being Mary Jane in der Titelrolle zu sehen. Die Serie endete 2019.
Von 2019 bis 2020 spielte sie an der Seite von Jessica Alba eine Hauptrolle in der Krimiserie L.A.’s Finest, in der die Geschichte der DEA-Agentin Syd Burnett aus Michael Bays Kinofilm Bad Boys II weitergeführt wird.

## Privates
Union war von 2001 bis 2005 mit Chris Howard, einem Runningback der Jacksonville Jaguars, verheiratet. Im Dezember 2013 verlobte sie sich mit dem Basketballspieler Dwyane Wade, welchen sie am 30. August 2014 heiratete.

## Filmografie (Auswahl)

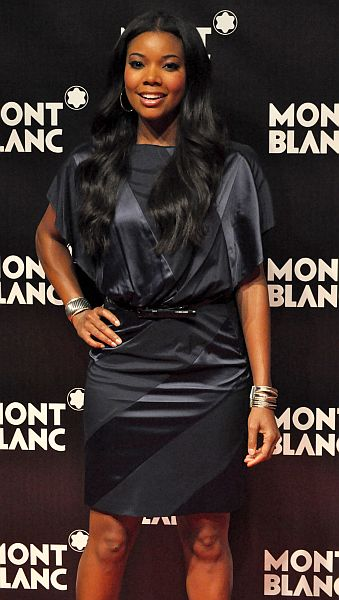
Gabrielle Union, 2010

- 1996–1999: Eine himmlische Familie (Fernsehserie, 5 Folgen)
- 1999: Eine wie keine (She’s All That)
- 1999: 10 Dinge, die ich an Dir hasse (10 Things I Hate About You)
- 2000: City of Angels
- 2000: Love & Basketball
- 2000: Girls United (Bring It On)
- 2000: Emergency Room – Die Notaufnahme (ER, Fernsehserie, Folge 6x10)
- 2001: The Brothers – Auf der Suche nach der Frau des Lebens (The Brothers)
- 2001: Die 10 Regeln der Liebe (Two Can Play The Game)
- 2001: Friends (Fernsehserie, Folge 7x17)
- 2002: Safecrackers oder Diebe haben’s schwer (Welcome to Collinwood)
- 2003: Bad Boys II
- 2003: Born 2 Die (Cradle 2 the Grave)
- 2003: Deliver Us From Eva
- 2003: Ride or Die – Fahr zur Hölle, Baby! (Ride or Die)
- 2004: Breakin’ All the Rules
- 2004: Ein Werk Gottes (Something the Lord Made)
- 2005: Honeymooners (The Honeymooners)
- 2006: Krass (Running with Scissors)
- 2007: Daddy’s Little Girls
- 2007: Das perfekte Weihnachten (The Perfect Holiday)
- 2008: Mensch, Dave! (Meet Dave)
- 2008: Cadillac Records
- 2009: Life (Fernsehserie, 4 Folgen)
- 2009–2010: FlashForward (Fernsehserie, 9 Folgen)
- 2011: NTSF:SD:SUV:: (Fernsehserie, Folge 1x06)
- 2012: Denk wie ein Mann (Think Like a Man)
- 2012: Good Deeds
- 2012: In Our Nature
- 2013: Miss Dial
- 2013–2019: Being Mary Jane (Fernsehserie, 52 Folgen)
- 2014: Denk wie ein Mann 2 (Think Like a Man Too)
- 2014: Top Five
- 2015: Die Garde der Löwen – Das Gebrüll ist zurück (The Lion Guard: Return of the Roar, Fernsehfilm, Stimme)
- 2015: With This Ring (Fernsehfilm)
- 2015–2019: Die Garde der Löwen (The Lion Guard, Fernsehserie)
- 2016: The Birth of a Nation – Aufstand zur Freiheit (The Birth of a Nation)
- 2016: Almost Christmas
- 2017: Sleepless – Eine tödliche Nacht (Sleepless)
- 2018: Breaking In (auch Produzentin)
- 2019–2020: L.A.’s Finest (Fernsehserie)
- 2022: Im Dutzend noch billiger (Cheaper by the Dozen)
- 2022: The Inspection
- 2022: Strange World (Stimme von Meridian Clade)
- 2023: Die Prouds: Lauter und trauter (The Proud Family: Louder and Prouder, Fernsehserie, Folge 2x05, Stimme von Talia)
- 2023: Truth Be Told – Der Wahrheit auf der Spur (Truth Be Told, Fernsehserie)
- 2023: The Perfect Find (auch Produzentin)
- 2024: Als du mich sahst (The Idea of You, als Produzentin)
- 2024: Space Cadet
- 2024: Riff Raff – Verbrechen ist Familiensache (Riff Raff)

## Werke
- You Got Anything Stronger? Harperluxe, New York 2021, ISBN 978-0-06-311971-0.
- We’re Going to Need More Wine: Stories That are Funny, Complicated, and True. HarperCollins, New York 2018, ISBN 978-0-06-269399-0.